# Tourismuseum

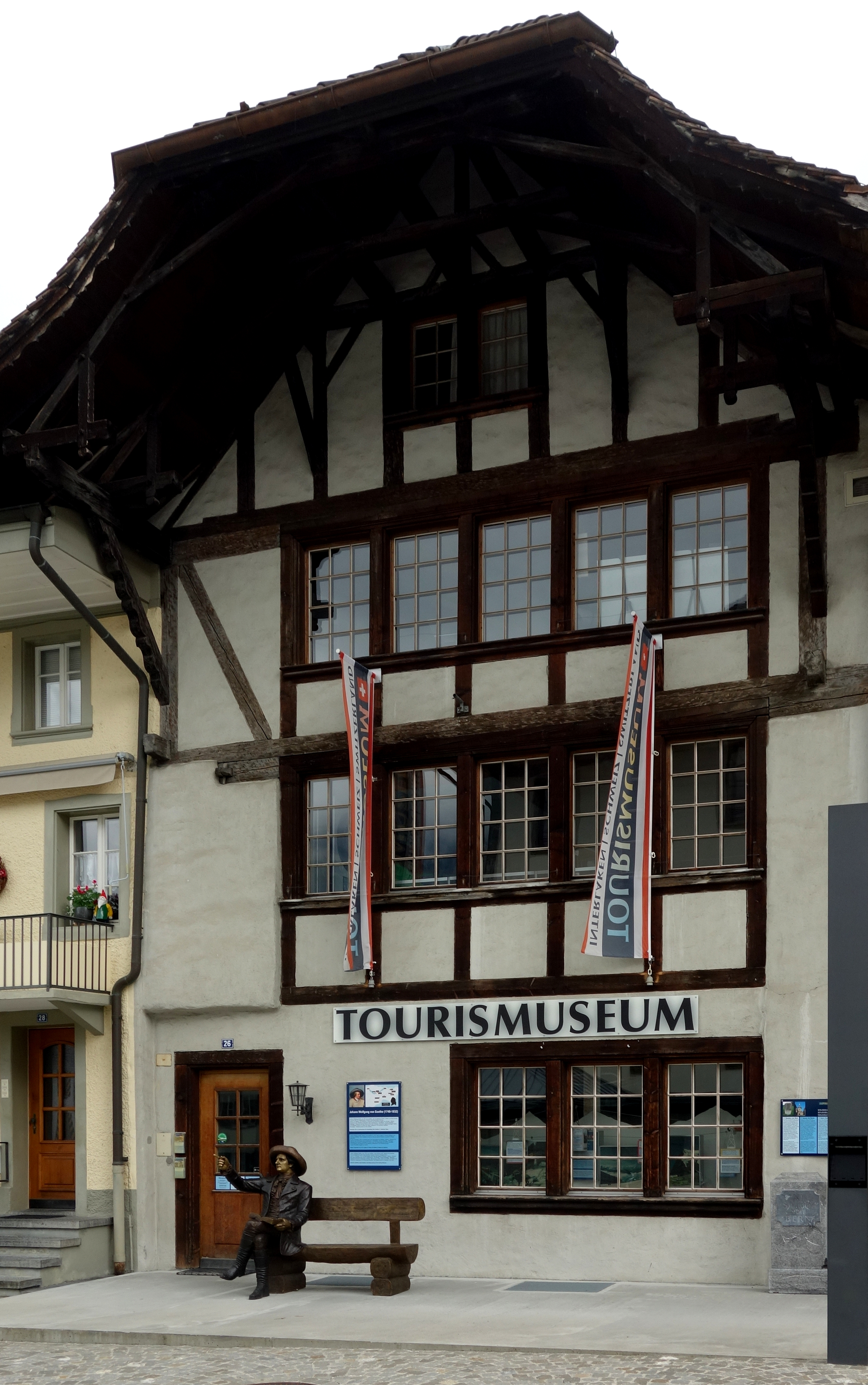
Tourismuseum

Das Tourismuseum ist ein Touristikmuseum der Jungfrau-Region und befindet sich in der politischen Gemeinde Unterseen im Verwaltungskreis Interlaken-Oberhasli des Kantons Bern in der Schweiz. Es wurde 1980 eröffnet und ist das erste und einzige Museum in der Schweiz, das sich ausschliesslich und umfassend der Geschichte des Tourismus widmet.

## Geschichte des Gebäudes
Das Museumsgebäude befindet sich an der Oberen Gasse 26 und ist ein ehemaliges Pfarrhaus von 1640 und steht unter kantonalem Denkmalschutz. Damals dienten Pfarrhäuser unter anderem auch der Unterbringung von Gästen und Reisenden und wurden deshalb sehr grosszügig gebaut.
1979 wurde das Gebäude renoviert und anschliessend zum Museum umgestaltet, das 1980 offiziell eröffnet wurde.

## Themenschwerpunkte
Das Tourismuseum informiert auf drei Etagen insbesondere über folgende Themenbereiche:
- Entwicklung des Strassenverkehrs im Berner Oberland zwischen 1800 und 1950,
- Entdeckung der Alpen und Entwicklung des Schiff- und Eisenbahnverkehrs mit der Ausstellung einer Echo-Kanone von der Wengernalp, die einen Kanonenschuss mit siebenfachem Echo in den Bergen erzeugte, einem Modell des ersten Dampfschiffs namens Bellevue auf dem Thunersee und dem Modell einer Berglokomotive der Brünigbahn,
- Alpiner Tourismus der letzten 500 Jahre in der Schweiz bis hin zur Gegenwart,
- Entwicklung vom Bau der Zahnradbergbahnen über die Standseilbahnen bis hin zu den modernen Kabinenbahnen der heutigen Zeit,
- Schweizreise von Johann Wolfgang von Goethe, die er zwischen Oktober und Dezember 1779 zum zweiten Mal unternahm, nach seinen Tagebuch-Einträgen und Briefen an Charlotte von Stein und anderen Persönlichkeiten der Zeit,
- Geschichte des Winter-Tourismus in der Schweiz von den Anfängen des Schneesports bis heute,
- Sonderausstellungen.[4][5]